# Domenico Modugno
Domenico Modugno, italijanski pevec in besedilopisec, kasneje tudi poslanec, * 9. januar 1928, Polignano a Mare, Italija, † 6. avgust 1994, Lampedusa. 

## Življenjepis
Že v otroštvu je Domenico želel postati igralec ter se po vojaškem služenju vpisal na igralsko šolo. Prejel je nekaj vlog v filmih, leta 1955 pa se je začel ukvarjati s petjem.
Leta 1958 je na sanremskem festivalu s pesmijo Nel blu, dipinto di blu zasedel prvo mesto in se tako uvrstil na Pesem Evrovizije. Modugno je sam napisal besedilo pesmi ter jo skomponiral. Na Evroviziji je sicer zasedel tretje mesto, a je pesem pod naslovom Volare postala največja uspešnica med vsemi evrovizijskimi popevkami. Leta 1958 je za to pesem prejel tudi dva grammyja. 
Italijo je na Evroviziji znova predstavljal prihodnje leto. Njegova pesem Piove, s katero je zmagal na sanremskem festivalu leta 1959, je na Evroviziji 1959 zasedla 6. mesto, a je tudi tokrat postala najbolj priljubljena skladba izmed vseh evrovizijskih pesmi. Pesem je po izboru zaslovela pod naslovom Ciao ciao bambina.
Na festivalu San Remu je zmagal še leta 1962 s pesmijo Addio addio in leta 1966 s pesmijo Dio come ti amo.
Leta 1896 se je Modugno podal v politiko kot član Italijanske radikalne stranke ter bil junija 1987 izvoljen v Torinu za poslanca v italijanski parlament. 
Domenico Modugno je umrl 6.avgusta 1994 na svojem domu.

## Uspešnice
- 1956 Musetto
- 1957 Strada 'nfosa
- 1958 Nel blu, dipinto di blu
- 1958 Io
- 1958 Vecchio frac
- 1959 Piove
- 1959 Farfalle
- 1959 Notte, lunga notte
- 1959 Tu non sei più la mia bambina
- 1960 Libero
- 1960 Notte di luna calante
- 1960 Più sola
- 1961 Giovane amore
- 1961 Nel bene e nel male
- 1961 Dalla mia finestra sul cortile
- 1962 Stasera pago io
- 1962 Addio addio
- 1962 Notte chiara
- 1962 Selene
- 1962 La Notte del mio amore
- 1962 Se Dio vorrà
- 1963 Lettera di un soldato
- 1963 Io peccatore
- 1964 Tu si `na cosa grande
- 1964 Che me ne importa a me
- 1965 L`avventura
- 1966 Dio come ti amo
- 1967 Sopra i tetti azzurri del mio pazzo amore
- 1968 Meraviglioso
- 1968 Il posto mio
- 1970 Come hai fatto
- 1970 La lontananza
- 1971 Come stai
- 1972 Un calcio alla città
- 1972 Dopo lei
- 1973 Amara terra mia
- 1974 Questa è la mia vita
- 1975 Piange il telefono
- 1975 Domenica
- 1975 Il maestro di violino
- 1976 L`anniversario
- 1977 Il vecchietto